# الحلامشة
الحلامشة إحدى قرى مركز بركة السبع التابع لمحافظة المنوفية بجمهورية مصر العربية. 

## السكان
بلغ عدد سكان الحلامشة 2,432 نسمة، حسب الإحصاء الرسمي لعام 2006.